# ナゴルノ・カラバフの国章
アルツァフの国章（アルツァフのこくしょう）は、アゼルバイジャンから事実上独立状態にある「アルツァフ共和国」（旧・ナゴルノ・カラバフ共和国）の国家のシンボルである。1992年11月17日に共和国最高会議で採択された。デザインはラヴレント・ガラヤンが手掛けた。
国章の中央には翼を広げた鷲がおり、飾りのついた冠を戴いている。鷲の胸には盾があり、その中には白い雪をかぶった青い山脈が描かれ、その下に縦方向にしたアルツァフの国旗が描かれている。盾の中央には二つの石でできた大きな頭像がある。これは首都ステパナケルト（アゼルバイジャン語ではハンケンディ）にあるアルメニア人の記念碑、『我らの山』（アルメニア語: Մենք ենք մեր սարերը、別名『おじいさんとおばあさん』 Տատիկ և Պապիկ, Tatik yev Papik）を描いたものである。鷲の爪は小麦やブドウといったこの地の農作物をつかんでいる。
紋章を輪のように取り囲む金色の帯には、東部アルメニア語で「山地のカラバフのアルツァフ共和国」（アルメニア語: Լեռնային Ղարաբաղի Հանրապետություն-Արցախ、Lernayin Gharabaghi Artsakh Hanrapetoutioun）と書かれている。ナゴルノ・カラバフ（Nagorno-Karabakh）という呼称は、ソビエト連邦時代にカラバフ地方の東部山岳地方に対してロシア語で「ナゴールヌィ・カラバフ」（Нагорный Карабах）と名付けられたことが元になっており、現地のアルメニア語やアゼルバイジャン語には基づかない。
首都ステパナケルト（アゼルバイジャン語名・ハンケンディ）のアルツァフ大統領官邸にも掲げられていたが、2023年ナゴルノ・カラバフ衝突後の10月15日にアゼルバイジャンのイルハム・アリエフ大統領が訪問したのに合わせて撤去され、アゼルバイジャンの国章に差し替えられた。

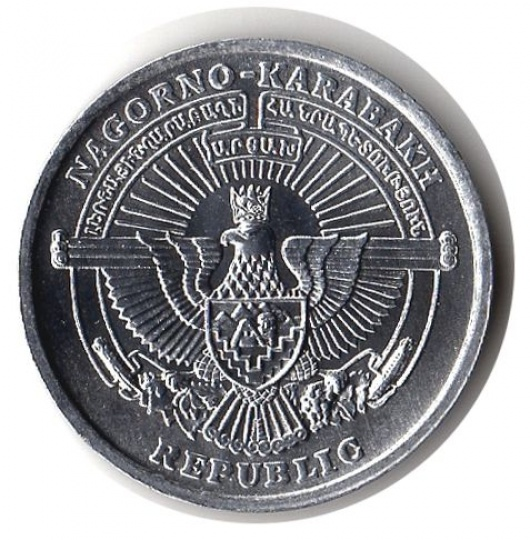
1アルツァフ・ドラム硬貨
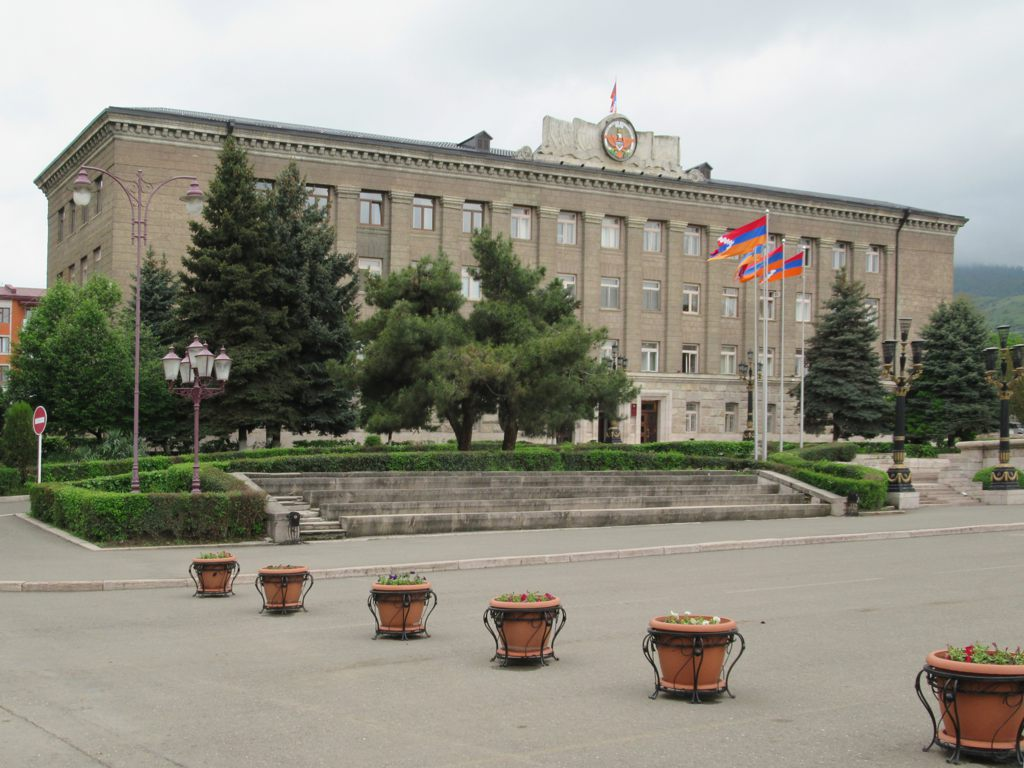
アルツァフ大統領官邸（2017年撮影）
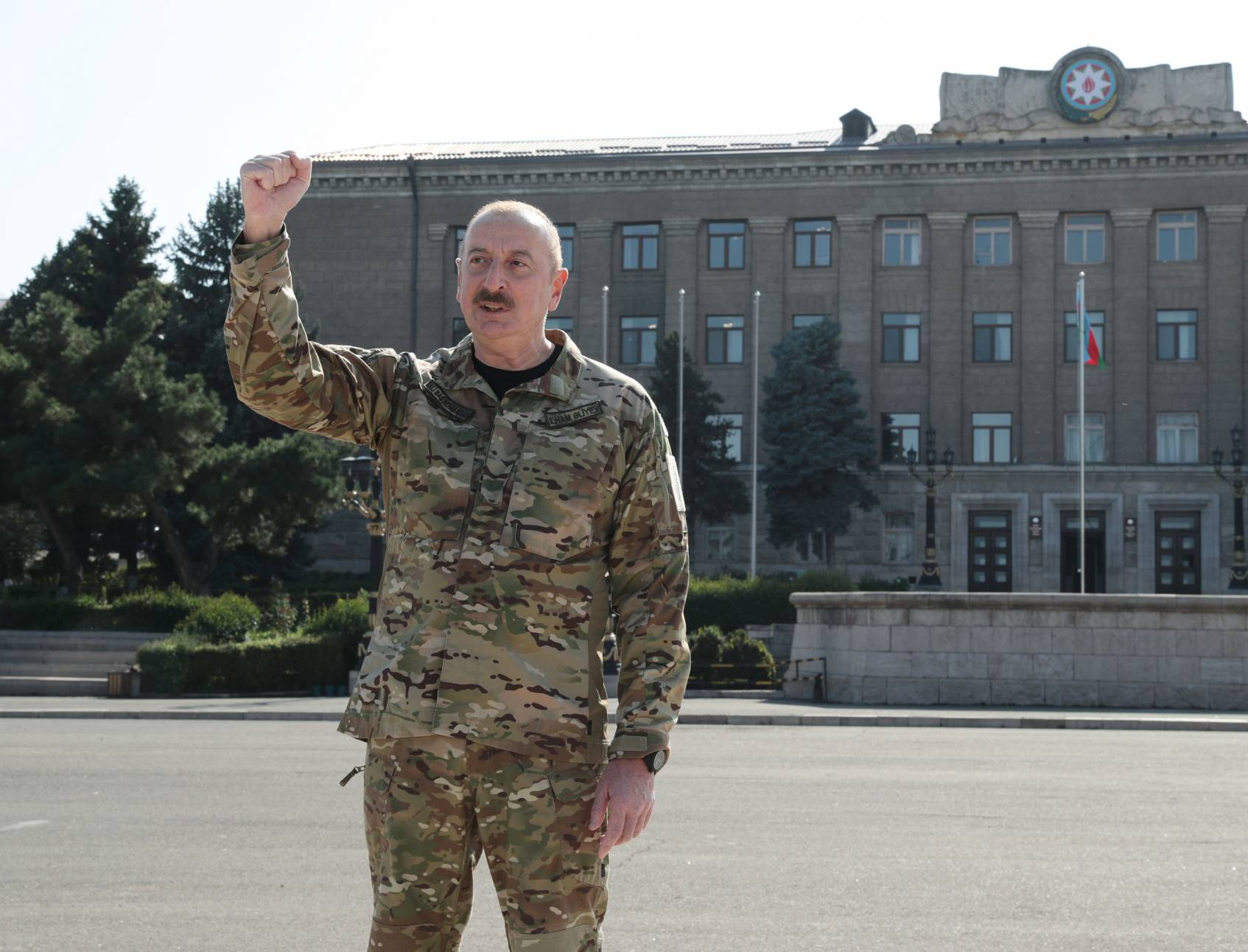
イルハム・アリエフ大統領のスケパナケルト訪問（2023年10月15日）。大統領官邸の国章がアゼルバイジャンの国章に差し替えられている。